# ویتوریو برامبیلا
ویتوریو برامبیلا (ایتالیایی: Vittorio Brambilla؛ زادهٔ ۱۱ نوامبر ۱۹۳۷ در مونتزا، درگذشتهٔ ۲۶ مهٔ ۲۰۰۱ در لسمو) رانندهٔ مسابقات اتومبیل‌رانی فرمول یک اهل ایتالیا بود که از فصل ۱۹۷۴ تا ۱۹۸۰ در مجموع در ۷۹ گراند پری شرکت کرد.
برامبیلا در طول دوران فعالیت خود در فرمول یک ۱، بار مسابقه را از پول پوزیشن آغاز کرد و در ۱ مسابقه موفق شد سریع‌ترین زمان طی یک دور پیست را به نام خود ثبت کند. او در این مسابقات ۱ بار بر روی سکو رفت، مجموعاً ۱ بار به پیروزی دست یافت و ۱۵٫۵ امتیاز را به نام خود به‌ثبت رساند.
برامبیلا در ۲۶ مهٔ ۲۰۰۱ بر اثر حمله قلبی در حیاط خانه‌اش در لسمو درگذشت.